# Shālī Shal
Shālī Shal (persiska: شالی شل) är en ort i Iran.   Den ligger i provinsen Kurdistan, i den nordvästra delen av landet, 400 km väster om huvudstaden Teheran. Shālī Shal ligger 2 031 meter över havet och antalet invånare är 578.
Terrängen runt Shālī Shal är platt åt nordost, men åt sydväst är den kuperad. Runt Shālī Shal är det ganska glesbefolkat, med 28 invånare per kvadratkilometer. Närmaste större samhälle är Gaz Darreh, 15,9 km nordost om Shālī Shal. Trakten runt Shālī Shal består i huvudsak av gräsmarker.